# Åke Kuhlefelt
Åke Kuhlefelt, född 22 april 1908 i Helsingfors, död där 17 november 1991, var en finländsk jurist. Han var bror till Sven Kuhlefelt.
Kuhlefelt, som var son till medicine licentiat Elis Kuhlefelt och Katarina Elisabeth Estlander, blev student 1926 och avlade högre rättsexamen 1933. Han var borgmästare i Kaskö 1935–1937, blev extra tjänsteman i Vasa hovrätt 1938, kanslist 1944, registrator och notarie 1946, fiskal 1947, assessor i Östra Finlands hovrätt 1952, i Helsingfors hovrätt 1955, hovrättsråd 1957, e.o. förvaltningsråd 1959, domhavande i Raseborgs domsaga 1959 och justitieråd 1960. Han var advokat i Vasa 1938–1948 och ledamot av laggranskningsrådet 1962–1964.